# CIFA

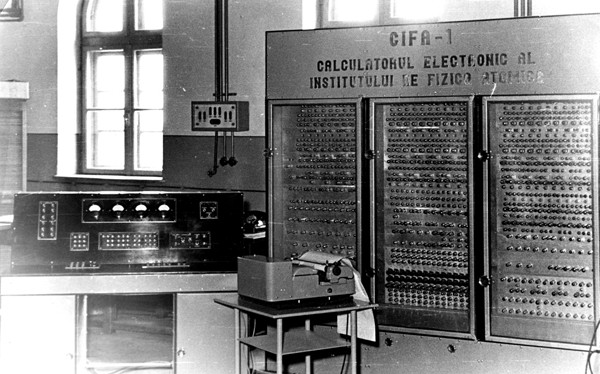
CIFA-1 — первый румынский компьютер

CIFA — серия румынских компьютеров. CIFA-1 — первый румынский компьютер, построенный в 1957 году под руководством Виктора Тома.
Название является акронимом от рум. Calculatorul Institutului de Fizică Atomică (Компьютер Института атомной физики).

## История

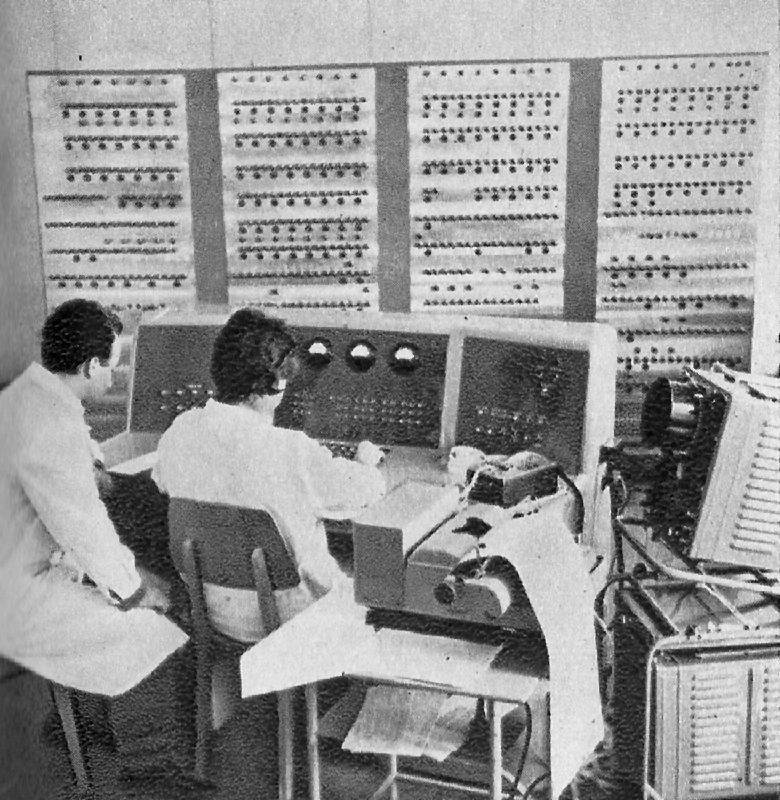
CIFA-3

Логическое проектирование CIFA-1 началось в 1953 году и было представлено на международном симпозиуме в Дрездене в 1955 году. Прототип, использующий 1500 электронных ламп, цилиндрическую магнитную память и машинный код для программирования, был завершён в 1957 году. Экспериментальные модели первого поколения CIFA-1 были воспроизведены в небольшом количестве как в оригинальном варианте на электронных лампах, так и двух вариантах на транзисторах: CIFA-10X и CIFA-500.
Следующие модели компьютеров из серии CIFA: CIFA-2 (800 ламп) в 1959 году, CIFA-3 (для Вычислительного центра Бухарестского университета) в 1961 году и CIFA-4 в 1962 году. Также в Институте атомной физики были сконструированы компьютеры CIFA-101 в 1962 году и CIFA-102 в 1964 году.
Витоша, первый болгарский компьютер, построенный в 1962—1963 гг. в рамках соглашения между Румынской академией и Болгарской академией наук, базировался на конструкции CIFA-3.
В этот период были созданы и другие румынские компьютеры: MECIPT, CETA в Политехническом институте Тимишоара, MARICA, DACICC-1 и DACICC-200 в Институте численного анализа, Клуж-Напока.

## Характеристики
| Модель                               | CIFA-1                                                              | CIFA-4                                                              | CIFA-101                                                            | CIFA-102                                                             |
| ------------------------------------ | ------------------------------------------------------------------- | ------------------------------------------------------------------- | ------------------------------------------------------------------- | -------------------------------------------------------------------- |
| Год                                  | 1957                                                                | 1962                                                                | 1962                                                                | 1964                                                                 |
| Количество произведённых экземпляров | 4                                                                   | 4                                                                   | 1                                                                   | 5                                                                    |
| Полупроводниковые диоды              | 2500                                                                | 2500                                                                | 3000                                                                | 3000                                                                 |
| Электронные лампы                    | 800                                                                 | 800                                                                 | 350                                                                 | 350                                                                  |
| Скорость вычислений                  | 50 оп/с                                                             | 50 оп/с                                                             | 50 — 2000 оп/с                                                      | 50 — 2000 оп/с                                                       |
| Тип внутренней памяти                | цилиндр — 50 об/с                                                   | цилиндр — 50 об/с                                                   | цилиндр — 50 об/с                                                   | цилиндр — 50 об/с                                                    |
| Объем внутренней памяти              | 512 слов × 4 бита                                                   | 512 слов × 4 бита                                                   | 4000 слов × 4 бита                                                  | 4000 слов × 4 бита                                                   |
| Периферия                            | • считыватель перфокарт — 15 символов/сек • запись — 8 символов/сек | • считыватель перфокарт — 15 символов/сек • запись — 8 символов/сек | • считыватель перфокарт — 15 символов/сек • запись — 8 символов/сек | • считыватель перфокарт — 100 символов/сек • запись — 8 символов/сек |
| Количество инструкций                | 16                                                                  | 16                                                                  | 32                                                                  | 32                                                                   |
| Длина слова                          | 31                                                                  | 31                                                                  | 32                                                                  | 32                                                                   |
| Режим обработки слов                 | параллельный                                                        | параллельный                                                        | серийный                                                            | серийный                                                             |
| Использование энергии                | 5 кВт                                                               | 5 кВт                                                               | 1 кВт                                                               | 1 кВт                                                                |

## См.также
- История вычислительной техники в Румынии[рум.]